# Fabio Lenzi
Fabio Lenzi   (Brescia, 30 de desembre de 1975) és un pilot de trial italià de renom internacional. Ha estat setze vegades Campió d'Itàlia entre 2003 i 2010 (7 títols de trail a l'aire lliure, vuit de indoor i un de Hard Trial), així com un cop subcampió d'Europa (el 2007). Dins el seu palmarès hi destaquen també quatre tercers llocs al Campionat d'Europa i alguns podis esporàdics al Campionat del Món de trial indoor.
Forma part de l'equip Fiamme Oro i ha corregut força anys amb el Future Trial Racing Team, tot pilotant la Montesa Cota 4RT.

## Trajectòria esportiva
Lenzi va començar la seva carrera en el bicitrial, aconseguint el campionat d'Itàlia de biketrial el 1989. Un cop havent passat a la motocicleta, guanyà diversos campionats estatals en categories Cadetti 50 i Júnior 125 abans de passar a la categoria màxima.
Les seves primeres aparicions internacionals daten de 1992, any en què va córrer una temporada completa del Campionat d'Europa i debutà al Campionat del Món de trial, disputant la prova italiana. Des d'aleshores anà incrementant la seva participació fins a completar quasi vint anys en els campionats d'Europa i del món, amb el saldo de nombrosos podis i alguna victòria. La seva millor temporada fou la del 2007 quan, amb Montesa, fou subcampió d'Europa molt a prop del campió, el seu company d'equip Daniel Gibert.
Al llarg de la seva carrera, ha estat seleccionat en nombroses ocasions per a integrar l'equip estatal al Trial de les Nacions (un total de 13 des de 1996), a més de dues al Trial de les Nacions Indoor (2002 i 2007). El millor resultat aconseguit per l'equip italià en tots aquests anys ha estat el tercer.
Finalment, cal esmentar també algunes victòries seves en competicions estatals com ara els Tres Dies de la Valtellina, els Dos Dies de Brianza i el Trofeu Marathon.

## Palmarès al Campionat d'Itàlia
| Any          | Motocicleta  | Campionat d'Itàlia | C. d'Itàlia indoor |
| ------------ | ------------ | ------------------ | ------------------ |
| 2003         | Gas Gas      | 1r                 | 1r                 |
| 2004         | Gas Gas      | 1r                 | 1r                 |
| 2005         | Montesa      | 1r                 | 1r                 |
| 2006         | Montesa      | 1r                 | 1r                 |
| 2007         | Montesa      | 1r                 | 1r                 |
| 2008         | Montesa      | 1r                 | 1r                 |
| 2009         | Montesa      | 1r Hard            | 1r                 |
| 2010         | Montesa      | 1r                 | 1r                 |
| Total títols | Total títols | 8                  | 8                  |